# خورشیدگرفتگی ۱۳ نوامبر ۱۹۹۳
خورشیدگرفتگی ۱۳ نوامبر ۱۹۹۳ (به انگلیسی: Solar eclipse of November 13, 1993) یک خورشیدگرفتگی از نوع خورشیدگرفتگی جزئی است. این خورشیدگرفتگی در تاریخ ۱۳ نوامبر ۱۹۹۳ میلادی (‎۲۲ آبان ۱۳۷۲ خورشیدی) روی داد که زمان اوج آن، ساعت ۲۱:۴۵:۵۱ به‌وقت ساعت هماهنگ جهانی بوده‌است.